# NGC 1257
NGC 1257 é uma estrela dupla na direção da constelação de Perseus. O objeto foi descoberto pelo astrônomo Guillaume Bigourdan em 1884, usando um telescópio refrator com abertura de 12 polegadas. 